# Лунчиле (Бузэу)
Лунчиле (рум. Luncile) — село в жудецу Бузэу в Румынии. Входит в состав коммуны Лопэтари.

## География
Село расположено на расстоянии 122 км на север от Бухареста, 44 км на северо-запад от Бузэу, 116 км на запад от Галаци, 74 км на восток от Брашова.

## Население
По данным переписи населения 2002 года в селе проживали 849 человек из них 847 румыны (99,8 %). Все жители села своим родным языком назвали румынский.
| 2002 | 2011 |
| ---- | ---- |
| 849  | ▼802 |